# Undine Bremer
Undine Bremer, geb. Hartmann (* 30. Juni 1961 in Magdeburg), ist eine deutsche Leichtathletin, die in den 1980er Jahren für die DDR startend zu den weltbesten 400-Meter-Läuferinnen gehörte. In der 4-mal-400-Meter-Staffel, die bei den Weltmeisterschaften 1983 den Titel gewann, war sie im Vorlauf eingesetzt (zusammen mit Kerstin Walther, Sabine Busch und Ellen Fiedler).
Undine Bremer startete für den SC Magdeburg, 1981 und 1986 war sie mit der Staffel DDR-Meisterin. Ihre Bestzeit über 400 Meter von 51,40 s stellte sie 1983 auf. In ihrer aktiven Zeit war sie 1,68 m groß und wog 58 kg.
| Personendaten    | Personendaten           |
| ---------------- | ----------------------- |
| NAME             | Bremer, Undine          |
| ALTERNATIVNAMEN  | Hartmann, Undine        |
| KURZBESCHREIBUNG | deutsche Leichtathletin |
| GEBURTSDATUM     | 30. Juni 1961           |
| GEBURTSORT       | Magdeburg               |